# Роніно
Роніно (пол. Ronino) — село в Польщі, у гміні Постоміно Славенського повіту Західнопоморського воєводства.
Населення — 191 особа (2011).
У 1975-1998 роках село належало до Слупського воєводства.

## Демографія
Демографічна структура станом на 31 березня 2011 року:
|          | Загалом | Допрацездатний вік | Працездатний вік | Постпрацездатний вік |
| -------- | ------- | ------------------ | ---------------- | -------------------- |
| Чоловіки | 95      | 21                 | 69               | 5                    |
| Жінки    | 96      | 28                 | 53               | 15                   |
| Разом    | 191     | 49                 | 122              | 20                   |